# Ivan Bohun

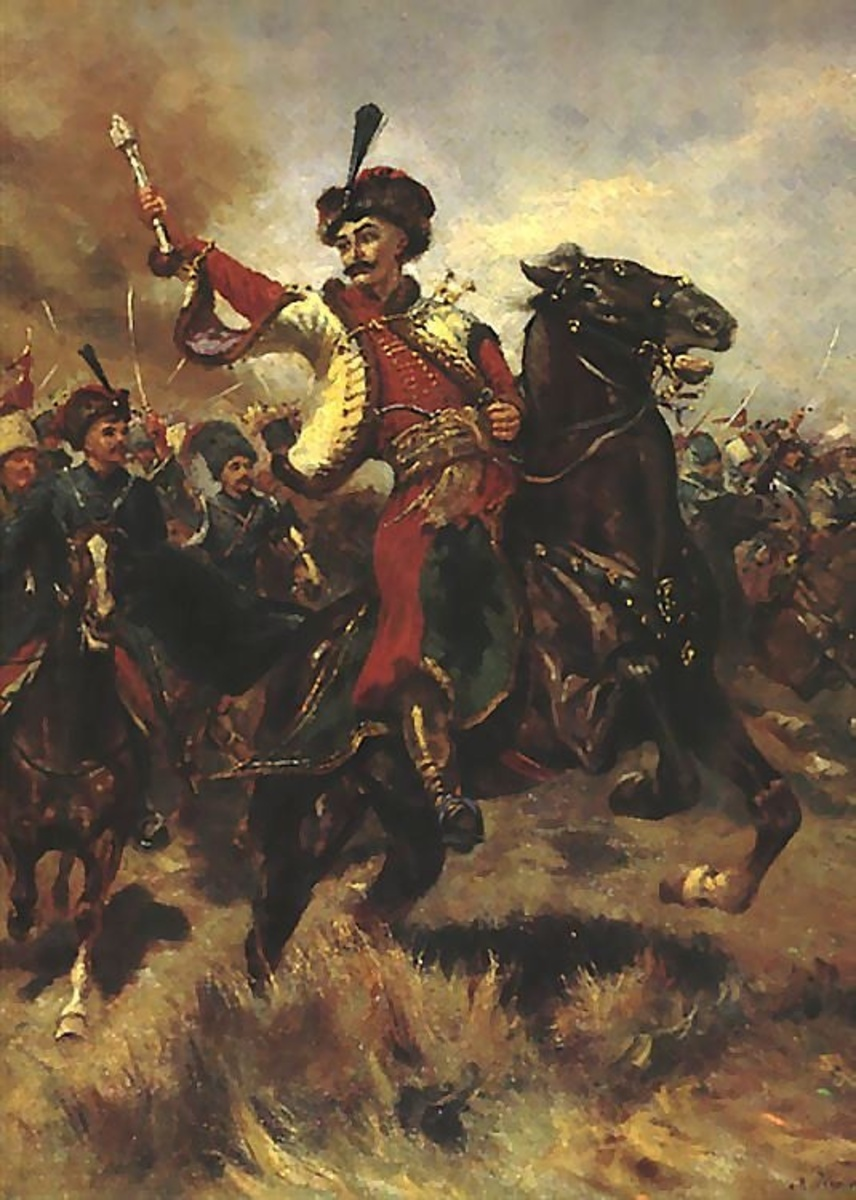
Ivan Bohun

Ivan Bohun (ukrainska: Іван Богун; Ivan Bogun), död 1664, var en zaporizjakosacker överste på Dneprs västbank,  och nära vän till Bohdan Chmelnytskyj.